# VII Korpus Armijny (III Rzesza)
VII Korpus Armijny – niemiecki korpus armijny, uczestniczył w agresji na Polskę i Francję oraz w ataku na Związek Radziecki. 
Sformowany w 1921 roku z części dowództwa VII Okręgu Wojskowego. W składzie 12 Armii uczestniczył w zajęciu Czechosłowacji przez reżim III Rzeszy. W 1939 roku uczestniczył w agresji na Polskę, w 1940 roku w agresji na Francję a w 1941 roku w ataku na Związek Radziecki, gdzie walczył aż do 1944 roku. Następnie wycofał się do Rumunii, na której terytorium został rozbity przez Armię Czerwoną we wrześniu 1944 roku. 

## Dowódcy korpusu
- gen. Wilhelm Adam do 1.10.1935
- gen. Walter von Reichenau 1.10.1935 - 4.02.1938
- gen. Eugen Ritter von Schobert 4.02.1938 - 31.01.1940
- gen. por. Gotthard Heinrici 1.02.1940 - kwiecień 1940
- gen. płk Eugen Ritter von Schobert 9.04.1940 - 25.10.1940
- gen. Wilhelm Fahrmbacher 25.10.1940 - 8.01.1942
- gen. Ernst-Eberhard Hell 8.01.1942 - 5.10.1943
- gen. Anton Dostler 5.10.1943 - 30.11.1943
- gen. Ernst-Eberhard Hell 30.11.1943 - sierpień 1944[4]

## Struktura organizacyjna
Skład we wrześniu 1939 roku:
- 27 Dywizja Piechoty
- 68 Dywizja Piechoty

Skład w 1940 roku:
- 36 Dywizja Piechoty
- 68 Dywizja Piechoty

Skład w 1942 roku:
- 7 Dywizja Piechoty
- 387 Dywizja Piechoty
- 6 Dywizja Piechoty (węgierska)